# 강변로 (광양시)
강변로(Gangbyeon-ro)는 경상남도 광양시 광영동 금호교차로에서 광양시 옥곡면 장동교삼거리 를 잇는 경상남도의 도로이다.

## 주요 경유지
경상남도
- 광양시 (광영동 . 옥곡면)

## 노선
| 이름           | 접속 노선               | 소재지        | 소재지        | 비고          |
| 청암로와 직결  | 청암로와 직결           | 청암로와 직결 | 청암로와 직결 | 청암로와 직결 |
| -------------- | ----------------------- | ------------- | ------------- | ------------- |
| 금호 교차로    | 백운로                  | 광양시        | 광영동        |               |
| 도촌 교차로    | 도촌길                  | 광양시        | 광영동        |               |
| 신금 교차로    | 국도 제2호선 (충무공로) | 광양시        | 옥곡면        |               |
| 옥곡나들목     | 남해고속도로 제10호선   | 광양시        | 옥곡면        |               |
| 장동교         |                         | 광양시        | 옥곡면        |               |
| 장동교삼거리   | 구룡로                  | 광양시        | 옥곡면        |               |
| 큰골1길과 직결 |                         |               |               |               |

## 주요 건물 및 시설
- GS칼텍스 광양제철주유소 (강변로 83/광양동 583-10)
- 기아자동차 오토큐 광양서비스 (강변로 93/광양동 556-2)
- HD현대오일뱅크 강변대로주유소 (강변로 102/광양동 556-29)
- HD현대오일뱅크 제철주유소 (강변로 171/광양동 739-2)
- S-OIL 광영주유소 (강변로 183/광양동 735)
- SK에너지 SK행복충전 대륙LPG충전소 (강변로 247/신금리 1507-60)
- SK에너지 대륙주유소 (강변로 251/신금리 1507-59)
- 경동택배 광양옥곡신금1507영업소 (강변로 257/신금리 1507-57)